# 藤原忠文
藤原忠文（日语：／ Fujiwara no Tadabumi，贞观十五年（873年） - 天历元年6月26日（947年7月16日））日本平安时代的贵族。属于藤原式家的一支，参议（无固定位阶，属于令外官）藤原枝良之子。最终官位正四位下・参议，死后追赠正三位行・中纳言。他曾于940年担任征东大将军，据说即征夷大将军，是平安时代第四代征夷大将军。

## 经历
一开始担任内舍人、修理少进（为修理职，令外官），延喜四年（904年）升从五位下。过后先后担任左马头（属于马寮，即养马官分左右两个马寮，唐名典厩）、左卫门权佐（卫门府官员）、右少将（近卫府官员，相当于正五位下）。然后他历任纪伊、播磨、赞岐、摄津、丹波、大和等畿内国及周边诸国的地方官。天庆二年（939年）他担任参议（唐名宰相、相公），位列公卿。
天庆三年（940年），关东平将门反叛，他被任命为右卫门督、征东大将军，他以68岁的高龄率军征讨叛军，平贞盛、藤原秀乡协助他出兵，平将门被藤原秀乡一箭射死。天庆四年（941年），天皇任命他为征西大将军，派他前往濑户内海剿灭藤原纯友的叛乱，藤原纯友被擒后于同年6月死于狱中。
天历元年（947年），藤原忠文病死，享年七十五岁（虚岁），最终官位正四位下・参议、民部卿兼纪伊权守，死后追赠正三位行・中纳言。他是猎杀马、鹰的高手。

## 逸事
藤原忠文以68岁高龄平定平将门之乱，但这引起了大纳言藤原实赖的嫉恨，于是他反对嘉奖藤原忠文，藤原忠文一气之下辞官回乡，在气愤之下于天历元年（947年）6月病死，这年10月，藤原实赖的女儿藤原述子（村上天皇的女御，即妃嫔中的一种）病死，11月藤原实赖30岁（虚岁）的儿子藤原敦敏病死，据说是藤原忠文的怨灵在作怪。直到京都府宇治市为他而建的末多武利神社建成他的怨灵才得到安慰。